# Jan Persijn van Velsen
Jan Persijn van Velsen († 26 december 1283), ook wel bekend als Jan II Persijn, was een ridder en edelman uit het graafschap Holland. Hij was heer van de vrije heerlijkheid Waterland, heer van de Zeevang en eigenaar van het kasteel van Velsen. Bij Monnickendam bezat hij kasteel Swanenburch. Jan Persijn was een trouwe aanhanger van de Hollandse graaf Floris V.

## Levensloop
Jan Persijn werd geboren als zoon van Nicolaas Persijn van Haarlem (1227-1255). Zijn moeder was afkomstig uit het geslacht Van Velsen. Het adellijke geslacht Persijn was rijk en stond in hoog aanzien in Holland. 

### Opstand
Als heer van Waterland had Jan Persijn regelmatig problemen met de bevolking. Door de toenemende belastingdruk en adellijke machtsuitbreiding was de bevolking ontevreden; bovendien was Jan een trouwe aanhanger van de in Waterland weinig geliefde graaf Floris V. Nadat de graaf in 1272 een mislukte veldtocht had ondernomen tegen de Westfriezen, kwamen de Kennemers en Waterlanders in 1274 tegen hem en Jan Persijn in opstand. Vele edelen, waaronder Jan Persijn, vluchtten daarop naar Haarlem. Inmiddels sloot ook de edelman Gijsbrecht van Amstel zich aan bij de opstand. Een leger van opstandelingen uit Kennemerland trok op naar Haarlem om de stad te belegeren. Jan Persijn nam nu de verdediging van de stad op zich. Hij bedacht echter een list en verliet 's nachts de stad om de omliggende dorpen in brand te steken, zodat de opstandelingen werden weggelokt van Haarlem om hun brandende huizen te redden. Velen van hen werden nu door de Haarlemmers en de edelen nagejaagd en omgebracht.

### Verzoening
Op 30 december 1275 kwam het tot een verzoening tussen Jan Persijn en de Waterlanders, maar hij moest wel beloven dat hij zijn houten kasteel Swanenburch - dat eerder dat jaar door de opstandelingen was verwoest - niet in steen zou herbouwen. Verder werden er nieuwe afspraken gemaakt over de belastingen die de inwoners voortaan moesten afdragen.
Het gezag van Jan Persijn was inmiddels flink afgenomen en hij durfde waarschijnlijk niet meer zichzelf in Waterland of Zeevang te vertonen. In een oorkonde uit 1277 was bijvoorbeeld vastgelegd dat de inwoners van Zeevang de belastingen zelf moesten langsbrengen, op zijn kasteel te Velsen.

### Amstelland

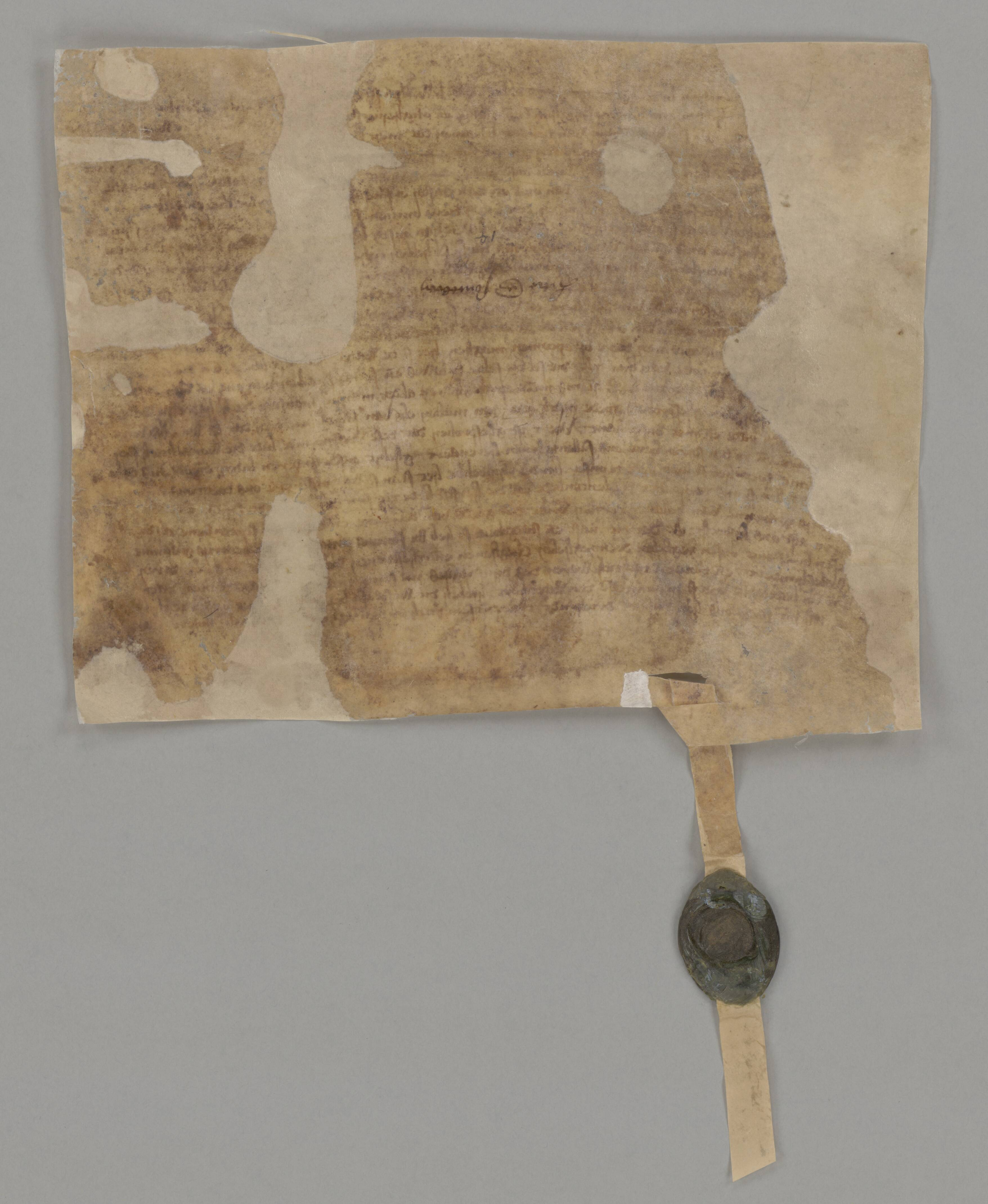
Akte van belening door graaf Floris V van Jan Persijn, betreffende De Lier en Zouteveen

In 1280 belegerde graaf Floris het kasteel Vreeland, dat in bezit was van Gijsbrecht van Amstel. Floris werd in deze strijd gesteund door Jan Persijn. Nadat het kasteel was overmeesterd werden de bezittingen van Van Amstel verbeurd verklaard en aan diens leenheer Jan van Nassau overgedragen. Jan van Nassau stond er echter niet best voor en was genoodzaakt een deel van de in beslag genomen goederen - namelijk het Amstelland en bezittingen in Amsterdam - aan Jan Persijn af te staan.

### Overdracht aan Floris V
Op 27 juli 1282 verkocht Jan Persijn de heerlijkheid Waterland aan graaf Floris. Hierbij gold wel als voorwaarde dat de erfgenamen van Jan Persijn met de helft van de inkomsten uit Waterland werden beleend en dat ook de rechtsmacht in de heerlijkheid gelijkelijk werd verdeeld. Dit verklaart waarom zijn nazaten nog steeds de titel heer of vrouwe van Waterland konden dragen. Verder droeg hij ook zijn bezit in Amstelland en in Amsterdam over aan graaf Floris. In ruil kreeg Jan Persijn de ambachten De Lier en Zouteveen in leen.
In hoeverre al deze transacties vrijwillig waren, is niet duidelijk. Mogelijk was de relatie tussen Jan Persijn en de graaf bekoeld geraakt. Tevens streefde graaf Floris naar controle over een groter gebied en daarin speelden Amstelland, Waterland en Monnickendam een belangrijke rol. De vooraanstaande positie van Jan Persijn in het graafschap was in ieder geval ten einde.
In 1283 overleed Jan Persijn. Hij liet vier kinderen na:
- Nicolaas Persijn van Velsen
- Jan Persijn (†1334)
- Dirk Persijn (†1304)
- Jutte Persijn (†1342). Zij zou trouwen met de ridder Gerard van Velsen, maar zij weigerde en trouwde uiteindelijk met Jan van Bergen.

## Vondel
In het toneelstuk Gijsbrecht van Aemstel van Joost van den Vondel speelt Jan Persijn van Velsen een rol als tegenstander van Gijsbrecht. Jan Persijn koesterde wraakgevoelens omdat Gijsbrecht in 1303 een kasteel van hem had overmeesterd. Een jaar later trok Jan Persijn met zijn leger vanuit de Swanenburch op richting Amsterdam om te strijden tegen Gijsbrecht.
Het is onmogelijk dat deze gebeurtenissen daadwerkelijk hebben plaatsgevonden: Jan Persijn was immers al in 1283 overleden en de Swanenburch was reeds in 1275 verwoest. Vondel schilderde Persijn ook niet erg positief af en noemde hem een 'grooten roover'. Waarschijnlijk was deze typering het gevolg van Jans reputatie tijdens het beleg van Haarlem in 1274, waarbij hij de opstand bloedig neersloeg.